# 小頭美鱥
小頭美鱥（學名：Nocomis leptocephalus）為輻鰭魚綱鯉形目雅羅魚科的其中一種，分布於北美洲美國中東部河川，本魚體呈圓柱狀，口大，眼小，雄魚在繁殖期時頭部變藍色，體色銀灰色，背部顏色較深，尾鰭上的斑點以及眼睛、鰭和虹膜呈紅色，體長可達26公分，棲息在礫石底質水質清澈的小溪流或水潭，以植物和昆蟲為食，繁殖期在春季，雄魚會以礫石築巢。